# Solenopsis helena
Solenopsis helena es una especie de hormiga del género Solenopsis, subfamilia Myrmicinae.

## Distribución
Esta especie se encuentra en Argentina, Brasil, Chile, Guyana, Panamá y Paraguay.